# 樊子鹄
樊子鵠（5世纪—535年），中国北魏末年軍事人物，表字季文，代郡平城县（今山西大同市东北）人。其先荆州蛮族酋帅，被迁于代。平城镇长史、归义侯樊興的儿子。

## 生平
六鎮之乱爆发，他至并州，投附尔朱荣，召为都督府倉曹参軍。孝昌三年（527年）冬，樊子鵠奉尔朱荣命至洛陽。见到灵太后应对称旨，被灵太后授以直斋，封南和县开国子。担任尔朱荣属下行台郎中，代行上党郡太守。建义元年（528年）尔朱荣出兵洛陽，以樊子鵠为假節、假平南将軍、都督河東正平軍事、行唐州事。唐州刺史崔元珍閉門不纳，樊子鵠攻陷唐州。
魏孝庄帝即位，樊子鵠任平北将軍、晋州刺史，封永安县開国伯，兼尚書行台。529年，元顥入洛陽，元顥属下薛修義、陳双熾攻打晋州城。樊子鵠出城作战，击败薛修義。以功任撫軍将軍。召還任都官尚書、西荊州大中正。後兼右僕射，为行台。率贾显智到東徐州討平呂文欣。归还后，受車騎将軍、左光禄大夫，封南陽郡開国公。尚書如故，假驃騎大将軍，率领所部为都督。尔朱荣在晋陽，首都洛陽的事务，委托给樊子鵠。後出任散騎常侍、殷州刺史。殷州当年旱灾，樊子鵠害怕百姓流亡，貸与貧者穀物，派遣人牛充当劳动力，維持殷州安定。
530年，尔朱荣被殺，爾朱世隆送信招樊子鵠，樊子鵠没有去。樊子鵠之母在晋陽，樊子鵠请求移镇河南。孝庄帝赞赏樊子鵠的態度，任車騎大将軍、豫州刺史、假驃騎大将軍、都督二豫郢三州諸軍事，兼尚書右僕射、二豫郢潁四州行台。樊子鵠到汲郡，听说爾朱兆入洛陽，孝庄帝自杀，于是渡黄河会面爾朱仲遠。爾朱仲遠派樊子鵠駐汲郡。爾朱兆召樊子鵠到洛陽，到达后，爾朱兆说他背离爾朱氏，奪其部众送到晋陽。紇豆陵步藩之乱爆发，樊子鵠为都督，徴发食糧武器。担任侍中、御史中尉、中軍大都督，随元曄至洛陽。
太昌元年（532年）兼尚書左僕射、東南道大行台，追討爾朱仲遠。爾朱仲遠亡命南朝梁，樊子鵠收纳他的兵員武器。梁武帝蕭衍派遣元樹攻打北魏，攻下譙城。樊子鵠攻破元樹，包围譙城。樊子鵠被加儀同三司。分遣兵马攻下梁朝苞州、然州、宕州、大澗、蒙县五城，元樹孤立無援。樊子鵠派人说服元樹，允许他南归，結盟約，譙城归属北魏。元樹之兵半数退出譙城，樊子鵠攻打，俘虏了元樹和梁朝譙州刺史朱文開。凱旋後，担任吏部尚書，转任尚書右僕射。之后加驃騎大将軍、開府儀同三司。
青州人耿翔反北魏亡命南梁，梁武帝借兵让他据守膠州。樊子鵠任持節、侍中、青膠大使，討耿翔。樊子鵠大軍到达青州，耿翔逃亡。樊子鵠余官如故，出任兖州刺史。
534年，魏孝武帝入关中，樊子鵠据兖州拒東魏高欢。南青州刺史大野拔、徐州劉粹响应樊子鵠。婁昭率兵攻打樊子鵠。婁昭击败前膠州刺史严思達，攻下東平郡，包围樊子鵠。兖州城長期不能攻下，婁昭灌水淹城。535年，魏孝静帝想要招降樊子鵠，派遣散騎常侍陸琛、黄門郎張景徴带璽書招抚樊子鵠。大野拔部属杀樊子鵠降高欢。

## 延伸阅读
[在维基数据编辑]
 《魏書·卷80》，出自魏收《魏书》
 《北史·卷049》，出自李延壽《北史》